# Gaëtan Barlot

a Compétitions nationales et continentales officielles uniquement.

b Matchs officiels uniquement.
Dernière mise à jour le 19 juillet 2025.
Gaëtan Barlot, né le 13 avril 1997 à Beaumont (Puy-de-Dôme), est un joueur international français de rugby à XV. Il joue au poste de talonneur.

## Biographie

### Jeunesse et formation
Né le 13 avril 1997 à Beaumont, Gaëtan Barlot grandit à Saint-Ours-les-Roches et commence sa formation à l'ASM Clermont où il joue jusqu'à ses 18 ans,. Cependant, face à la concurrence au talon dans son club (il est devancé notamment par Kayser, Ulugia et Beheregaray), il part à Colomiers en 2015 afin de poursuivre sa carrière rugbystique et de commencer une formation de technicien de laboratoire.

### Débuts à Colomiers (2015-2020)
Alors qu'il a obtenu son brevet de technicien, et travaillé une année à mi-temps au CRB Toulouse Bio-ressource, Gaëtan Barlot fait ses débuts avec Colomiers lors de la saison 2017-18, s'affirmant au fil des saisons dans l'effectif columérin.
C'est surtout lors de la saison 2019-20 qu'il apparait comme l'un des meilleurs talonneurs et jeunes les plus prometteurs de la Pro D2. Il figure notamment sur 21 feuilles de matchs, pour 13 titularisation et 3 essais marqués, dans une saison qui s'arrête à la 23e journée, avec un Colomiers premier au classement avant l'arrêt définitif — sans promotion ni descente — de la saison à cause de la pandémie de Covid-19,,,.

### Confirmation à Castres en Top 14 et débuts internationaux (depuis 2020)

#### Arrivée à Castres et débuts avec le XV de France
Alors qu'il est courtisé par plusieurs écuries de Top 14, disposées à payer sa clause libératoire pour racheter sa dernière année de contrat, c'est finalement le Castres olympique entraîné par Mauricio Reggiardo qui le recrute en juin 2020. Dans ce club de Top 14 alors en pleine reconstruction après le départ du manager Christophe Urios — ponctué par un Bouclier de Brennus en 2018 — il apparait comme une des recrues les plus prometteuses du CO, s'illustrant dès les matchs de pré-saison 2020,.
En 2021, entre les départs et les méformes, la nomination au poste de manager de Pierre-Henry Broncan, le jeune Gaëtan Barlot s'impose rapidement comme le talonneur titulaire de Castres et s'illustre notamment dans des matchs très disputés en janvier 2021, où il porte son équipe vers la victoire : à l'extérieur en infériorité numérique contre le LOU, ; en infériorité encore contre Agen, où il marque l'essai de la révolte de son équipe,, ; puis surtout lors de la victoire contre le MHR à Montpellier.
À l'issue de cette saison, il est appelé pour la première fois en équipe de France le 20 juin 2021, pour la tournée en Australie, au sein d'un groupe rajeuni. Il connaît sa première cape le 7 juillet 2021 lors du premier match de la tournée, face à l'Australie. Il est titulaire en première ligne accompagné par Jean-Baptiste Gros et Demba Bamba, mais les Bleus s'inclinent 23 à 21. Il est également titulaire pour les deux autres rencontres de cette tournée,.

#### Finaliste du Championnat de France en 2022
Durant la saison 2021-2022, il est de nouveau appelé avec les Bleus pour participer à la tournée de novembre 2021. Il joue uniquement le troisième match, contre la Nouvelle-Zélande. Il entre en jeu à 20 minutes de la fin du match à la place de Peato Mauvaka, et les Français s'imposent face aux All Blacks 40 à 25. Il est ensuite convoqué dans un groupe de 42 joueurs pour participer au Tournoi des Six Nations 2022,. Cependant, devancé dans la hiérarchie au poste de talonneur par Julien Marchand et Mauvaka, il ne prend part à aucune rencontre de la compétition. Ensuite, en Top 14 son club termine à la première place de la phase régulière et se qualifie donc pour les phases finales. Lors de la demi-finale, il est titulaire en première ligne aux côtés de Quentin Walcker et Wilfrid Hounkpatin et bat le Stade toulousain, se qualifiant ainsi pour la finale. Le 24 juin 2022, il est de nouveau titulaire lors de la finale du Top 14 mais son équipe s'incline face au Montpellier HR (défaite 29 à 10). Cette saison, il joue 25 matchs toutes compétitions confondues et inscrit quatre essais, soit vingt points.
Pour la saison 2022-2023, Gaëtan Barlot est le titulaire indiscutable du Castres olympique au poste de talonneur, devançant Paula Ngauamo et Brice Humbert. En janvier 2023, il fait son retour avec le XV de France, profitant des absences de Peato Mauvaka et Pierre Bourgarit, pour figurer dans la liste des 42 joueurs retenus pour participer au Tournoi des Six Nations 2023,.
À l'issue de la saison 2023-2024, au mois de juin, il est sélectionné en équipe de France dans une liste de trente-deux joueurs pour préparer la tournée d'été en Argentine. Cette liste est marquée par l'absence des cadres habituels et la présence de nombreux joueurs sans sélections. Il est ensuite retenu dans la liste définitive la semaine d'après.
En octobre 2024, l'arrivée de Gaëtan Barlot à l'Union Bordeaux Bègles est annoncée pour la saison 2025-2026.

## Style de jeu
Joueur explosif et avec une pointe de vitesse remarquable pour son poste, il brille autant par ses qualités balle en main que par son activité dans toutes les phases de jeu, se montrant également sérieux dans les fondamentaux du poste de talonneur, des lancers en touche à la mêlée,,,,.
Il cite notamment le All Black Keven Mealamu comme un de ses premiers modèles au poste de talonneur.

## Statistiques

### En club
| Saison                  | Club                    | Championnat             | Championnat | Championnat | Championnat | Compétitions de l'EPCR                 | Compétitions de l'EPCR                 | Compétitions de l'EPCR                 | Compétitions de l'EPCR                 |
| Saison                  | Club                    | Compétition             | Matchs      | Points      | Essais      | Compétition                            | Matchs                                 | Points                                 | Essais                                 |
| ----------------------- | ----------------------- | ----------------------- | ----------- | ----------- | ----------- | -------------------------------------- | -------------------------------------- | -------------------------------------- | -------------------------------------- |
| 2017-2018               | Colomiers Rugby         | Pro D2                  | 3           | -           | -           | Pas de qualification en Coupe d'Europe | Pas de qualification en Coupe d'Europe | Pas de qualification en Coupe d'Europe | Pas de qualification en Coupe d'Europe |
| 2018-2019               | Colomiers Rugby         | Pro D2                  | 13          | 10          | 2           | Pas de qualification en Coupe d'Europe | Pas de qualification en Coupe d'Europe | Pas de qualification en Coupe d'Europe | Pas de qualification en Coupe d'Europe |
| 2019-2020               | Colomiers Rugby         | Pro D2                  | 21          | 15          | 3           | Pas de qualification en Coupe d'Europe | Pas de qualification en Coupe d'Europe | Pas de qualification en Coupe d'Europe | Pas de qualification en Coupe d'Europe |
| Total Colomiers Rugby   | Total Colomiers Rugby   | Total Colomiers Rugby   | 37          | 25          | 5           | Pas de qualification en Coupe d'Europe | Pas de qualification en Coupe d'Europe | Pas de qualification en Coupe d'Europe | Pas de qualification en Coupe d'Europe |
| 2020-2021               | Castres olympique       | Top 14                  | 24          | 20          | 4           | Challenge européen                     | -                                      | -                                      | -                                      |
| 2021-2022               | Castres olympique       | Top 14                  | 23          | 15          | 3           | Coupe d'Europe                         | 2                                      | 5                                      | 1                                      |
| 2022-2023               | Castres olympique       | Top 14                  | 18          | 10          | 2           | Champions Cup                          | 3                                      | -                                      | -                                      |
| 2023-2024               | Castres olympique       | Top 14                  | 18          | -           | -           | Challenge Cup                          | 3                                      | -                                      | -                                      |
| Total Castres olympique | Total Castres olympique | Total Castres olympique | 83          | 45          | 9           | Compétitions EPCR                      | 8                                      | 5                                      | 1                                      |
| Total                   | Total                   | Total                   | 120         | 70          | 14          | Compétitions EPCR                      | 8                                      | 5                                      | 1                                      |

### Internationales
Au 19 juillet 2025, Gaëtan Barlot compte onze sélections en équipe de France et n'a pas inscrit de points avec.
| Année | Compétition | Matchs | Points | Essais |
| ----- | ----------- | ------ | ------ | ------ |
| 2021  | Test matchs | 4      | 0      | 0      |
| 2023  | Six Nations | 3      | 0      | 0      |
| 2024  | Test matchs | 2      | 0      | 0      |
| 2025  | Test matchs | 2      | 0      | 0      |
| Total | Total       | 11     | 0      | 0      |

## Palmarès

### En club
- Castres olympique
  - Finaliste du Championnat de France en 2022

### En sélection nationale
Néant.